# 比爾基
49°41′26″N 36°2′29″E / 49.69056°N 36.04139°E

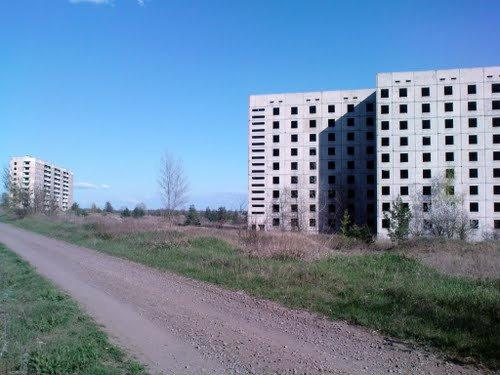
烂尾楼

比爾基（烏克蘭語：Бірки）是烏克蘭東部哈爾科夫州哈爾科夫區新沃多拉哈市镇内的市級鎮。始建於1659年，距離利普庫瓦蒂夫卡2公里，面積1.35平方公里，2001年人口657，人口密度每平方公里486.7人。